# تعلم كسول
التعلم الكسول في تعلم الآلة هو أسلوب تعلم يُؤخر فيه تعميم بيانات التدريب، من الناحية النظرية، حتى يُجرى استعلام إلى النظام، على عكس التعلم الشغوف، حيث يحاول النظام تعميم بيانات التدريب قبل تلقي الاستعلامات.
الدافع الأساس لتوظيف التعلم الكسول، كما هو الحال في خوارزمية الجيران الأقرب، التي تستخدمها أنظمة التوصية عبر الإنترنت ("الأشخاص الذين شاهدوا/ اشتروا/ استمعوا إلى هذا الفيلم/ العنصر/ اللحن أيضًا ...") هو أن مجموعة المعطيات هي تُحدث باستمرار بإدخالات جديدة (على سبيل المثال، العناصر الجديدة المعروضة للبيع على أمازون، والأفلام الجديدة للعرض على نتفلكس، والمقاطع الجديدة على يتيوب، والموسيقى الجديدة على سبوتيفاي أو بندورة). بسبب التحديث المستمر، ستصبح «معطيات التدريب» قديمة في وقت قصير نسبيًا خاصة في مجالات مثل الكتب والأفلام، حيث تُنشر وتُصدر الكتب الأكثر مبيعًا الجديدة أو الأفلام/الموسيقى الناجحة باستمرار. لذلك، من المستحيل التحدث عن «مرحلة التدريب».
تُعد المصنفات الكسول مفيدة للغاية لمجموعات المعطيات الكبيرة والمتغيرة باستمرار والتي تحتوي على عدد قليل من السمات التي يُستلعم عنها استعلامًا شائعًا. حتى في حالة وجود مجموعة كبيرة من السمات على وجه التحديد - على سبيل المثال، الكتب لها سنة النشر، المؤلف/المؤلفون، الناشر، العنوان، الطبعة، رقم ISBN، سعر البيع، وما إلى ذلك - تعتمد استعلامات التوصية على سمات أقل بكثير - على سبيل المثال، شراء أو عرض بيانات التكرار وتقييمات المستخدم للعناصر التي اشتُرِيت أو عُرضت.

## طالع أيضًأ
- تعلم الآلة
- تعلم شغوف